# Петюки (Дятловский район)
Петюки́ (бел. Пецюкі) — деревня в Жуковщинском сельсовете Дятловского района Гродненской области Белоруссии. По переписи населения 2009 года в Петюках проживало 3 человека.

## География
Петюки расположены в 6 км к северу от Дятлово, 132 км от Гродно, 19 км от железнодорожной станции Новоельня.

## История
В 1624 году упоминаются в составе Марковского войтовства Дятловской (Здентельской) волости во владении Сапег.
Согласно переписи населения 1897 года Петюки — деревня в Пацевской волости Слонимского уезда Гродненской губернии (32 дома, 204 жителя). В 1905 году — 226 жителей.
В 1921—1939 годах Петюки находились в составе межвоенной Польской Республики. В 1923 году в Петюках имелось 9 хозяйств, проживало 48 человек. В сентябре 1939 года Петюки вошли в состав БССР.
В 1996 году Петюки входили в состав колхоза «1-е Мая». В деревне насчитывалось 16 хозяйств, проживало 28 человек.
В 2022 году упразднена.